# Thaumastoptera (Thaumastoptera) intermixta
Thaumastoptera (Thaumastoptera) intermixta is een tweevleugelige uit de familie steltmuggen (Limoniidae). De soort komt voor in het Palearctisch gebied.